# متلازمة يصنع هنا
متلازمة يُصنع هنا (بالإنجليزية: Invented here، وهي عكس متلازمة لم يصنع هنا) هي أحد التوصيفات في مجال دراسة السلوك داخل المنظمات، وتحدث عندما تكون إدارة المنظمة غير راضية عن الأفكار المبتكرة أو المطورة التي تحدث داخل المنظمة. تختلف أسباب عدم الرضا بين انعدام الثقة في الموظفين داخل المنظمة، والرغبة في أن يكون هناك طرف ثالث تقع عليه المسؤولية في حال فشل المشروع.
تتمثل أحد آثار هذا الإصدار من متلازمة يُصنع هنا في أن المعرفة التفصيلية بالابتكارات أو التطويرات لا تُعطى أبدًا إلى الموظفين الدائمين، فيؤدي ذلك إلى نشوء نفقات إضافية متكررة ونقص في النوايا الحسنة وفي التجربة القابلة للتمويل من قبل الموظفين. هناك اقتباس واحد يلخص فلسفة هذه المتلازمة وهو: «جي، لا يمكن أن يكون للشيئ قيمة كبيرة إذا فكر فيه شخصٌ محلي آخر أولاً».